# Borgerlige rettigheder
 Der er for få eller ingen kildehenvisninger i denne artikel, hvilket er et problem. Du kan hjælpe ved at angive troværdige kilder til de påstande, som fremføres i artiklen.

Borgerlige rettigheder eller blot borgerrettigheder er de rettigheder en person har i kraft af, at vedkommende er borger i et samfund. De adskiller sig derved fra menneskerettigheder, der er universelle rettigheder, man har i kraft af at være menneske, og som er fastlagt i menneskerettighedserklæringen.

## Grundlag
De borgerlige rettigheder og grundlaget for dem blev formuleret af Jean-Jacques Rousseau i værket "Du Contract social" (dansk: Den sociale kontrakt, Samfundspagten) i 1762. Siden den første formulering har mange taget emnet eller sider af den op.

## Principperne
Udgangspunktet for Rousseau er, at mennesker som borgere har afgivet en del af den medfødte frihed for at kunne leve i et fællesskab – samfundet – og nyde de fordele, som en sådan sameksistens kan give. Han formulerer det i indledningen til sit værk med ordene: "Mennesket er født frit, og overalt er det i lænker. Den, der tror sig herre over andre, er ikke mindre slave end disse. Hvordan er denne forandring sket? Jeg ved det ikke. Hvad kan gøre den legitim? Jeg tror, at jeg kan besvare dette spørgsmål." Og han giver svaret – det endelige og fyldestgørende svar – allerede i kapitel 1 i bog 1: "den samfundsmæssige orden er en hellig ret, der tjener som grundlag for alle andre. Denne ret stammer imidlertid ikke fra naturen; følgelig eksisterer den på grundlag af overenskomster".
Hvad Rousseau her har fat i – og som mange "menneskerettighedsfortalere" overser – er det forhold, at borgerrettigheder er begrænsninger i andres (og i virkelighed tillige ens egne) frihedsrettigheder. Kun ved at give afkald på en del af sin frihed til at gøre, hvad man vil samt ved at pålægge sig selv, visse forpligtelser kan man sikre, at andre får visse sikrede rettigheder. For at nå til denne erkendelse diskuterer Rousseau indledningvis forhold, der modvirker sikring af borgerrettigheder.
Kapitel 3 handler om den stærkeres ret. Rousseau siger: "så snart, at det er styrken, der skaber retten, ombyttes årsag med virkning; enhver styrke, som overstiger den første, tager dennes ret i arv. Så snart, man ustraffet kan overtræde loven, er det lovligt, og da den stærkere altid har ret, drejer det sig blot om at sørge for at være den stærkeste". Han drager slutningen, at styrke ikke automatisk skaber ret, og at man kun kan være forpligtet til at adlyde den legitime magt. Men det forudsætter en bestemmelse af hvad, der er "legitim magt". I kapitel 4 fastslår han, at slaveri ikke er en ret: "at give afkald på sin frihed er det samme som at give afkald på sit menneskeværd, på menneskehedens rettigheder, ja endog på dens forpligtelser... Når man fjerner enhver frihed fra menneskets vilje, fjerner man samtidigt enhver moralitet fra dets handlinger". Dette fører frem til kapitel 6: "hvordan finde frem til en samfundsform, som med hele den fælles styrke forsvarer og beskytter hver enkelt tilknyttet person og ejendom...?" Svaret er: gennem en samfundspagt. Eller som udtrykt i kapitel 8: gennem det borgerlige samfund: "Det, som mennesket taber med samfundspagten, er sin naturlige frihed og en ubegrænset ret til alt, hvad der frister det, og som det kan opnå; hvad det vinder, er borgerlig frihed og ejendomsret til alt, hvad det besidder". Rousseau skelner her mellem:
1. den naturlige frihed, der begrænses af almenviljen, og
2. besiddelse og ejendom stadfæstet på retmæssigt grundlag (modsat besiddelse ved uretmæssig magtbrug)[7].

## Borgerlige rettigheder og pligter
I moderne samfund (opstået fra midten af 1800-tallet) omtales i grundlove (fx Danmarks Riges Grundlov) som regel blandt andet følgende borgerrettigheder:
1. beskyttelse af privatlivets fred,
2. ret til beskyttelse mod bagtalelse og tilsvining,
3. ytringsfrihed, herunder retten til uhindret på tryk at fremsætte sin opfattelse (dog altid under ansvar),
4. religionsfrihed,
5. forsamlingsfrihed og foreningsfrihed,
6. bevægelsesfrihed,
7. ret til frit at søge arbejde,
8. ret til sygedagpenge ved sygdom og dagpenge ved arbejdsløshed
9. valgret og valgbarhed,
10. ret til ved pågribelse inden for en frist at blive stillet for en dommer og forelagt begrundelse herfor (retssikkerhed),
11. så vidt muligt ligeberettigelse mellem kvinder og mænd,
12. ret til at forsvare sit land mod trusler udefra.

Omvendt følgende pligter:
1. pligt til at overholde landets love,
2. undervisningspligt (men ikke skolepligt),
3. pligt til at bidrage til samfundets opretholdelse blandt andet ved skattebetalinger (skattepligt),
4. pligt til at bidrage til landets forsvar mod fjender (værnepligt)
5. pligt til at påtage sig borgerligt ombud.

Samfundet er givet ret til at bremse forsøg på dets undergravelse, således retten til at forbyde foreninger og lignende med samfundsomstyrtende formål.

## Samfundets rolle
Samfundet skal sikre opretholdelsen af ordnede forhold, en retstilstand. Det forudsætter en dækkende lovgivning, en domstolsmyndighed lige for alle og en udøvende myndighed til at udføre domsmyndighedernes kendelser. Disse grundtanker blev på dansk grund allerede formuleret i fortalen til Jyske Lov.
Desuden skal samfundet sikre sine borgere rettigheder i form af dels en vis handlefrihed inden for lovens rammer, dels mulighed for indflydelse på samfundets udvikling (ytringsret, valgret og lignende), dels tryghed i tilfælde af uheld, sygdom, fallit, arbejdsløshed og så videre.
Desuden skal samfundet sikre udførelsen af opgaver, der bedst løses af fællesskabet så som pengevæsen, uddannelse, sygepleje og forholdet til andre samfund (udenrigs- og forsvarspolitik).
Endelig skal samfundet sikre selve den livsform, der er samfundets grundlag. Derfor er den bedste stat nationalstaten med kun én kultur. Naturligvis kan en stat under visse forhold tillade og endda beskytte kulturelle mindretal, men kun så længe den ikke svigter sit ansvar over for flertallet. Mindretal, der ikke respekterer flertallets ret, kan ikke indordnes i samfundet og må forstødes. Rousseau formulerer dette i kapitel 1 i bog 4 i modsætningen mellem egenvilje og fællesvilje: "Så længe et antal forsamlede mennesker betragter sig selv som et eneste legeme, har de kun en eneste vilje, der står i forbindelse med den fælles opretholdelse af livet og almenvellet. Da er alle statens embedsområder stærke og enkle, dens maximer er klare og indlysende; den har ingen tågede, modsætningsfyldte interesser; det fælles vel viser sig indlysende overalt og kræver for at blive opdaget kun sund fornuft. ...En stat, der styres på denne måde, har brug for meget få love, og efterhånden, som det bliver nødvendigt at bekendtgøre nye, ses denne nødvendighed universelt".
Omvendt: "når den samfundsmæssige knude begynder at løsnes og staten at svækkes; når særinteresserne begynder at kunne mærkes og de små samfund at influere på det store, ændres fællesinteressen og får modstandere, enigheden råder ikke længere i stemmerne, almenviljen er ikke længere alles vilje, modsigelser og debatter opstår...kort sagt, når staten på randen af ødelæggelse ikke længere består i andet end en tom og illusorisk form, når de samfundsmæssige bånd er brudt i alle hjerter, når den usleste interesse frækt smykker sig med det fælles vels hellige navn, da bliver almenviljen stum; ledet af hemmelige motiver stemmer alle ikke mere som statsborgere, som havde staten aldrig eksisteret, og man gennemfører falsk i lovens navn uretfærdige dekreter, der kun har særinteressen som mål".
I denne situation er der kun to mulige udveje, som Rousseau påpeger i kapitel 8: "Suverænen kan ikke tvinge nogen til at tro på disse dogmer, men den kan udvise hvem som helst, der ikke tror på dem, fra staten; den kan bandlyse vedkommende, ikke som gudsfornægter, men som samfundsnedbryder, som en, der er ude af stand til oprigtigt at elske lovene, retfærdigheden og til om fornødent at ofre livet, når pligten byder det. Hvis nogen derfor – efter offentligt at have anerkendt disse samme dogmer – opfører sig som om, vedkommende ikke tror på dem, bør denne straffes med døden. Thi han har begået den største af alle forbrydelser: han har løjet for loven". Den første af disse muligheder, forvisningen, blev i udstrakt brug anvendt i det klassiske Grækenland under navn af ostracisme, og den er dybest set årsagen til, at verden er opdelt i mange adskilte samfund med hver deres regler for borgernes rettigheder. Den anden mulighed anvendes dels af tyranner og diktatorer, der dybest set ikke anerkender ej heller andre samfunds ret til at eksistere (blandt andre kommunisme, islamisk fundamentalisme), dels i form af lovfæstet dødsstraf over for forbrydere, hvis handlinger anses for at være hinsides enhver tilgivelse. Således blev Sokrates straffet med døden for sin totale nægtelse af statens (samfundets) ret til at fastlægge hvad, der er ret, og hvad ikke.

## Borgerrettigheder og menneskerettigheder
De borgerlige rettigheder bunder i menneskerettighederne, men er ikke sammenfaldende med dem. I kraft af de pligter samfundet har som fællesskab over for hver enkelt borger og borgerne som helhed, kan samfundet i visse tilfælde blive nødt til at forbyde visse levemåder og i stedet henvise folk, der ønsker at leve anderledes, til at søge dette udført i et andet og dertil bedre skikket samfund. Når visse mindretalsgrupper forsøger at påtvinge et samfund til at indrette sig efter just deres levevis, har samfundet – hvis dette anses for uforeneligt med samfundets grundlag – ret og pligt til at skærme sig med sådanne midler, som er nødvendige herfor. Eksempelvis er pædofili forbudt i mange samfund, fordi dette anses at skade børn på deres sjæl. Skønt pædofili kan være medfødt og derfor en "menneskeret", anses det i de fleste samfund ikke som en borgerret. En afart af dette – arrangerede ægteskaber mellem ældre mænd og purunge kvinder – anses i visse samfund for acceptebelt, i andre ikke. Tilsvarende gælder blandt andet flerkoneri. Slaveri og menneskehandel var i førmiddelalderlige og tillige i visse senere samfund accepteret men anerkendes næppe i nutiden. Forskelsbehandling på grundlag af køn, tro og/eller race accepteres i visse samfund, i andre ikke. Således har visse religiøse sekter gennem tiderne dannet egne samfund for at kunne leve i overensstemmelse med deres trosmåde. For alle sådanne tilfælde gælder det, at der ikke er sammenfald mellem opfattelsen af borgerrettigheder og menneskerrettigheder. Et andet eksempel: da Sydafrika under det hvide styres seneste år oprettede "hjemlande" for de ulige stammefolk (zuluer med flere), blev dette stemplet som udtryk for "racisme" og dermed i strid med menneskerettighederne, skønt det samtidig var et skridt til at sikre netop borgerrettigheder inden for homogene stammesamfund.
Et grundlæggende problem er her, at ved at påkalde sig "menneskerettigheder" undergraver grupper ofte selve grundlaget for det samfund, de tilfældigvis er født og/eller opholder sig i. "Menneskeret" bliver derved et gummistempel, der kan bruges – og bliver brugt – til at påkalde sig selv retten til de mest samfundsnedbrydende tiltag eller til at påtvinge samfundet egne levemåder. Disse grupper trodser samfundspagten netop således, som Rousseau beskrev det.

## Borgerskab og borgerrettigheder
Borgerrettigheder er knyttet til ihændehavelsen af statsborgerskab. Indbyggere uden statsborgerskab vil tillige have begrænsede borggerrettigheder og -pligter. Som hovedregel er det valgret, valgbarhed, medlemskab af politiske partier og værnepligt, der er forbeholdt indbyggere med statsborgerskab.
Statsborgerskab kan opnås på forskellig måde i forskellige stater:
- Ofte er statsborgerskab knyttet til fødestedet. Den stat, hvori man er født, vil i langt de fleste tilfælde tildele den nyfødte statsborgerskab. Dog kan der være undtagelser, idet et barn kan blive født under en rejse og således ikke i det land, det ellers og under "normale" forhold ville være født i.
- Af samme grund er statsborgerskab oftere forbundet med forældres statsborgerskab. I langt de fleste tilfælde skal mindst den ene af forældrene være statsborger i et land for, at et barn kan tildeles statsborgerskab.

### Indvandrere
Under visse forhold kan indvandrere tildeles statsborgerskab. Det forudsætter som regel dels ophold af en vis varighed i landet, dels at der indgives en ansøgning herom, dels beståelsen af en borgerskabsprøve, der sikrer, at ansøger kan forventes at være loyal over for det nye fædreland. Der er dog lande, hvor det ikke er muligt for indvandrede at opnå statsborgerskab under nogen forhold.
Ligeledes kan ægteskab være grundlag for tildeling af statsborgerskab, såfremt ægtefællen allerede har statsborgerskab.